# Tour des Alberici
La Tour des Alberici ou Tour Alberici (en italien : Torre degli Alberici) est l'une des quelque vingt tours nobles qui existent encore dans le centre historique de Bologne.

## Histoire
La famille Alberici fit construire la tour au XIIe siècle. Le bâtiment est situé à gauche du Palazzo della Mercanzia, où se trouvait auparavant l'ancienne douane. La tour a longtemps été cachée par un bâtiment ultérieur, qui a été supprimé en 1920 lorsqu'un important travail de restauration a affecté la tour elle-même et les bâtiments environnants. Le rez-de-chaussée de la tour abrite ce qui est considéré comme le plus ancien atelier de Bologne. En 1273, l'année où la boutique fut insérée, les murs de la tour furent amincis au premier étage, afin d'avoir plus d'espace. La boutique est encore visible et fonctionnelle aujourd'hui.

## Structure
La tour a aujourd'hui une hauteur de 27 m, mais l'épaisseur des murs suggère des dimensions plus importantes. Il est probable qu'au fil des siècles, la tour ait été abaissée pour en réduire le poids, la rendre plus stable et éviter les risques d'inclinaison.
Des trous sont visibles sur la façade de la tour, certains sont des trous remontant au chantier de construction, tandis que d'autres ont été utilisés pour ancrer des escaliers et étages utiles pour relier la tour à d'autres structures externes.

Vues de la tour.
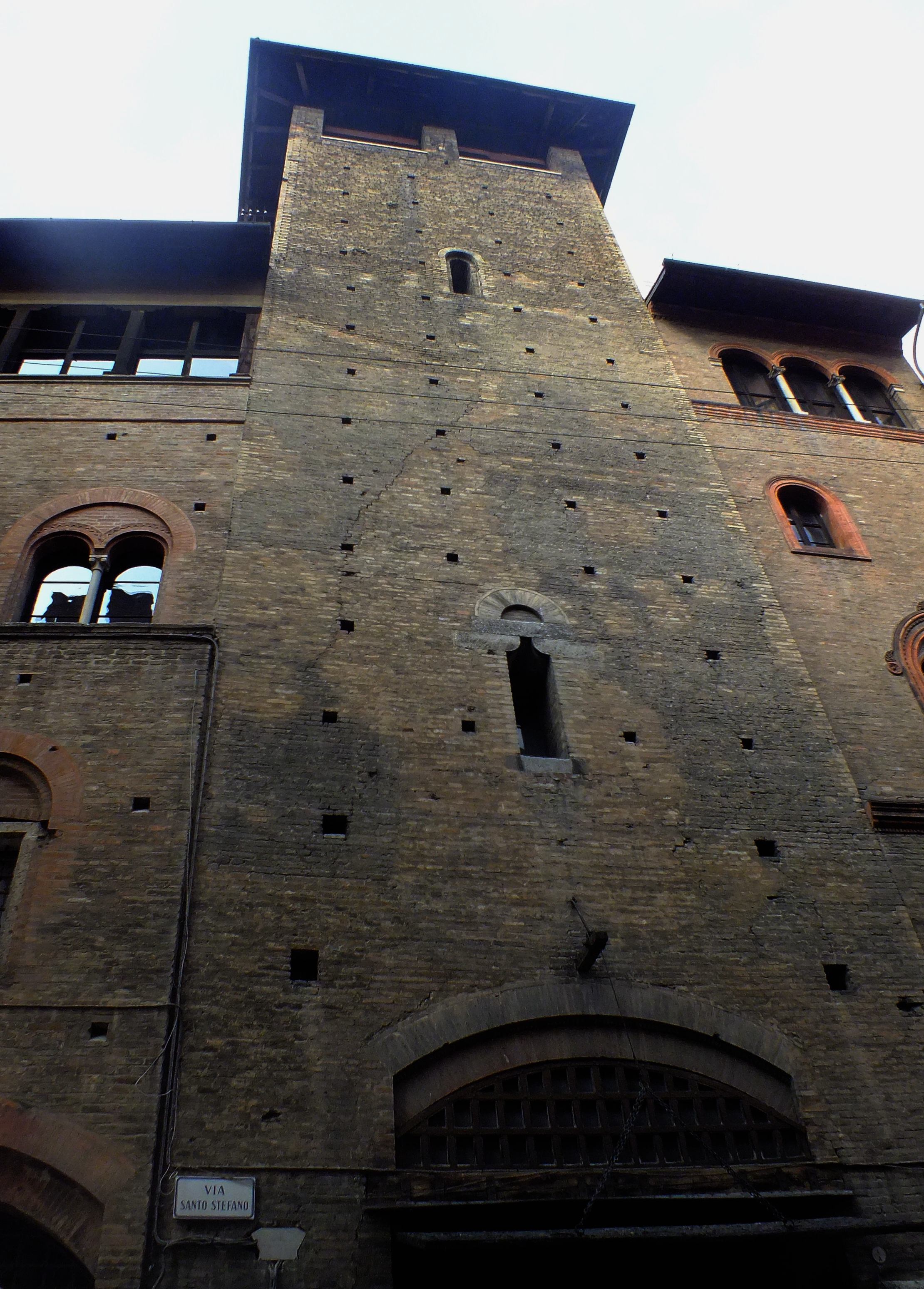
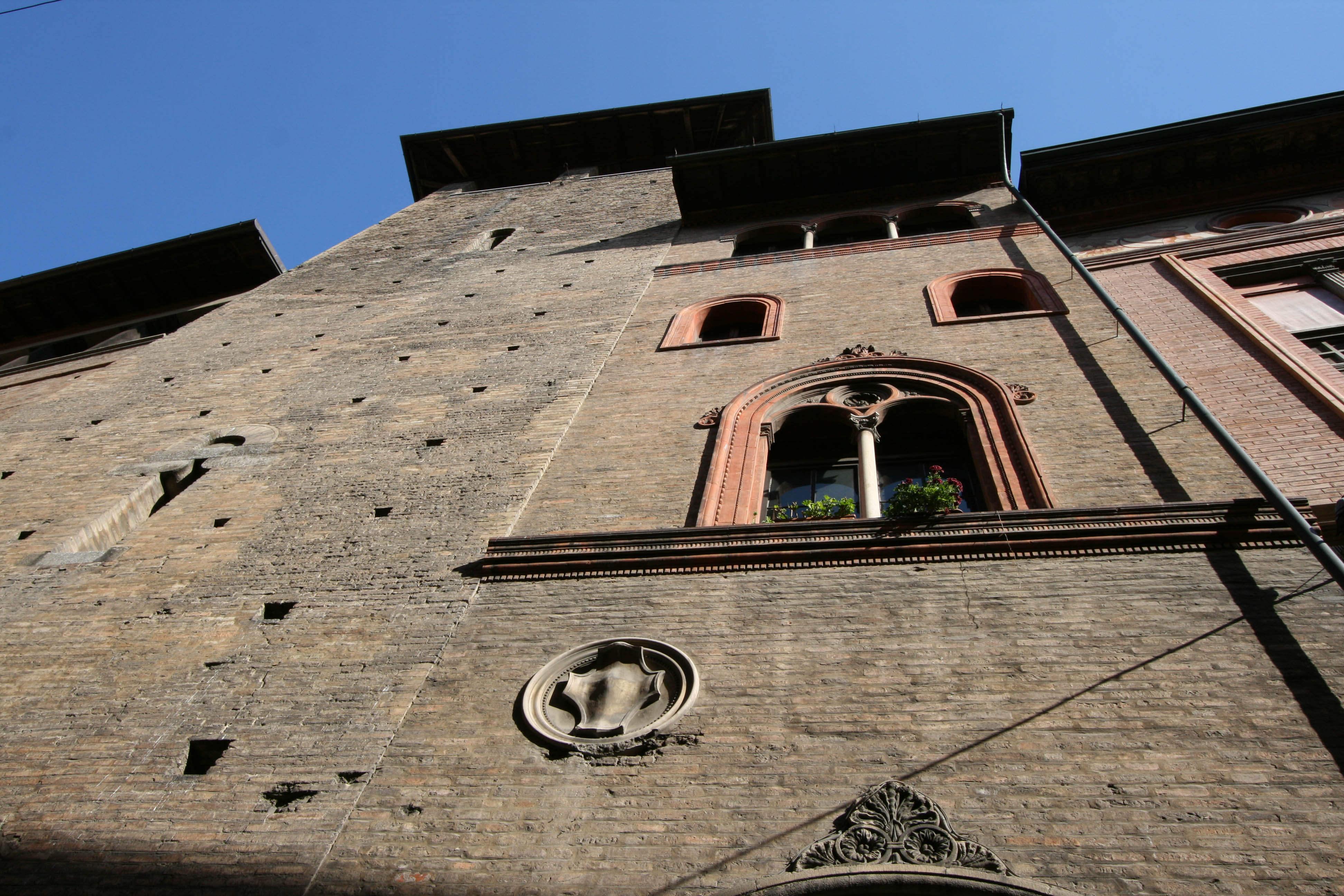